# Frankrijk op het wereldkampioenschap voetbal 2018
Frankrijk was een van de deelnemende landen aan het wereldkampioenschap voetbal 2018 in Rusland. Het was de veertiende deelname voor het land. Door de overwinning met 4-2 in de finale op 15 juli 2018 in Moskou op Kroatië werd Frankrijk voor de tweede keer wereldkampioen. Gedurende dit toernooi was Didier Deschamps de bondscoach van Frankrijk.

## Kwalificatie

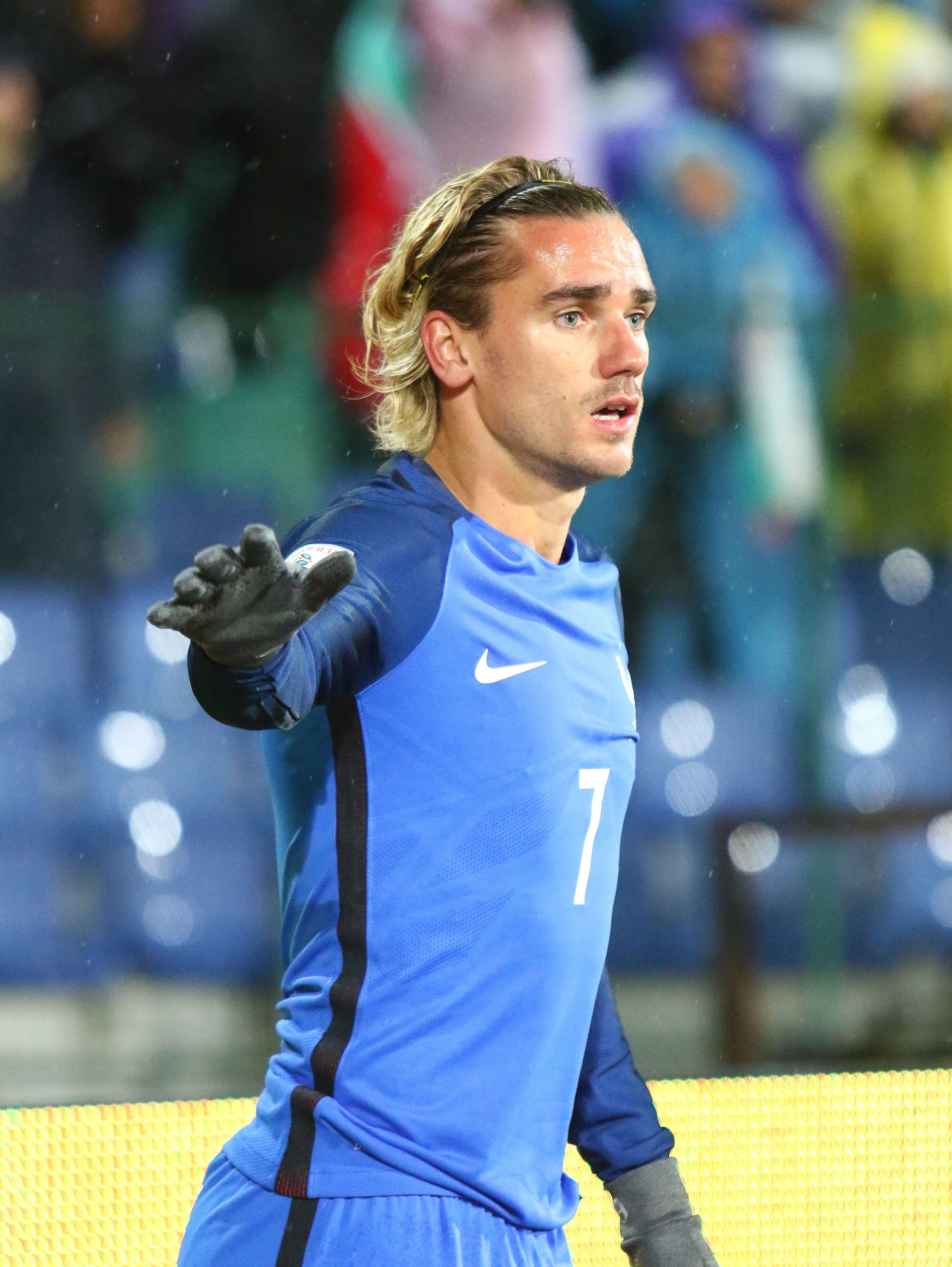
Antoine Griezmann scoorde vier keer in de kwalificatiecampagne.

Frankrijk begon de kwalificatiecampagne op 6 september 2016 met een scoreloos gelijkspel tegen Wit-Rusland, waardoor Bulgarije aan de leiding kwam in de groep. Een maand later wonnen de Fransen, ondanks een vroege achterstand, met 4–1 van de Bulgaren, dankzij goals van Kevin Gameiro (2x), Dimitri Payet en Antoine Griezmann. Daardoor kwam het team van bondscoach Didier Deschamps samen met Zweden en Nederland aan de leiding in de groep. Doordat Frankrijk vervolgens van zowel Nederland (0–1) als Zweden (2–1) won, sloot het 2016 af als enige groepsleider.
Frankrijk begon aan de kwalificatiewedstrijden van 2017 met een zege tegen Luxemburg (1–3). In juni 2017 deed het elftal van Deschamps een slechte zaak door in Zweden te verliezen. Door een blunder van doelman Hugo Lloris werd het in de 93e minuut 2–1 voor Zweden. Door de nederlaag moest Frankrijk de leidersplaats opnieuw delen met de Scandinaviërs.
Eind augustus 2017 kwam Frankrijk opnieuw alleen aan de leiding. Zweden verloor met 3–2 van Bulgarije, terwijl de Fransen dankzij treffers van Antoine Griezmann, Thomas Lemar (2x) en Kylian Mbappé zelf overtuigend met 4–0 wonnen van Nederland. Met nog drie speeldagen te gaan, leken de Fransen al zo goed als zeker van de kwalificatie. Maar doordat het land vervolgens voor eigen supporters verrassend gelijkspeelde tegen Luxemburg, kon eerste achtervolger Zweden de achterstand opnieuw verkleinen tot een punt.
In de laatste twee kwalificatieduels maakte Frankrijk geen fouten meer. Eerst bezorgde Blaise Matuidi zijn land met een vroeg doelpunt de drie punten tegen Bulgarije, drie dagen later werd er in het Stade de France met 2–1 gewonnen van Wit-Rusland. Door de twee zeges was Frankrijk rechtstreeks gekwalificeerd voor het WK.

### Kwalificatieduels
|                                                   |             |       |           |                                                                            |
| 6 september 2016 «onderlinge duels» 20:45 (UTC+2) | Wit-Rusland | 0 − 0 | Frankrijk | Borisov Arena, Borisov Toeschouwers: 12.920 Scheidsrechter: Ovidiu Haţegan |
| 6 september 2016 «onderlinge duels» 20:45 (UTC+2) |             |       |           | Borisov Arena, Borisov Toeschouwers: 12.920 Scheidsrechter: Ovidiu Haţegan |

|                                                 |                                          |       |                       |                                                                              |
| 7 oktober 2016 «onderlinge duels» 20:45 (UTC+2) | Frankrijk                                | 4 − 1 | Bulgarije             | Stade de France, Saint-Denis Toeschouwers: 70.000 Scheidsrechter: Luca Banti |
| 7 oktober 2016 «onderlinge duels» 20:45 (UTC+2) | Gameiro 23', 59' Payet 26' Griezmann 38' |       | 6' (pen.) Aleksandrov | Stade de France, Saint-Denis Toeschouwers: 70.000 Scheidsrechter: Luca Banti |

|                                                  |           |           |           |                                                                               |
| 10 oktober 2016 «onderlinge duels» 20:45 (UTC+2) | Nederland | 0 − 1     | Frankrijk | Amsterdam ArenA, Amsterdam Toeschouwers: 50.220 Scheidsrechter: Damir Skomina |
| 10 oktober 2016 «onderlinge duels» 20:45 (UTC+2) |           | 30' Pogba |           | Amsterdam ArenA, Amsterdam Toeschouwers: 50.220 Scheidsrechter: Damir Skomina |

|                                                   |                     |       |              |                                                                                 |
| 11 november 2016 «onderlinge duels» 20:45 (UTC+1) | Frankrijk           | 2 − 1 | Zweden       | Stade de France, Saint-Denis Toeschouwers: 80.000 Scheidsrechter: Milorad Mažić |
| 11 november 2016 «onderlinge duels» 20:45 (UTC+1) | Pogba 59' Payet 66' |       | 55' Forsberg | Stade de France, Saint-Denis Toeschouwers: 80.000 Scheidsrechter: Milorad Mažić |

|                                                |                    |       |                                      |                                                                                    |
| 25 maart 2017 «onderlinge duels» 20:45 (UTC+1) | Luxemburg          | 1 − 3 | Frankrijk                            | Stade Josy Barthel, Luxemburg Toeschouwers: 8.000 Scheidsrechter: Andris Treimanis |
| 25 maart 2017 «onderlinge duels» 20:45 (UTC+1) | Joachim 34' (pen.) |       | 28', 77' Giroud 37' (pen.) Griezmann | Stade Josy Barthel, Luxemburg Toeschouwers: 8.000 Scheidsrechter: Andris Treimanis |

|                                              |                           |       |            |                                                                           |
| 9 juni 2017 «onderlinge duels» 20:45 (UTC+2) | Zweden                    | 2 − 1 | Frankrijk  | Friends Arena, Solna Toeschouwers: 48.783 Scheidsrechter: Martin Atkinson |
| 9 juni 2017 «onderlinge duels» 20:45 (UTC+2) | Durmaz 44' Toivonen 90+3' |       | 38' Giroud | Friends Arena, Solna Toeschouwers: 48.783 Scheidsrechter: Martin Atkinson |

|                                                   |                                           |       |           |                                                                                   |
| 31 augustus 2017 «onderlinge duels» 20:45 (UTC+2) | Frankrijk                                 | 4 − 0 | Nederland | Stade de France, Saint-Denis Toeschouwers: 80.000 Scheidsrechter: Gianluca Rocchi |
| 31 augustus 2017 «onderlinge duels» 20:45 (UTC+2) | Griezmann 14' Lemar 73', 88' Mbappé 90+1' |       |           | Stade de France, Saint-Denis Toeschouwers: 80.000 Scheidsrechter: Gianluca Rocchi |

|                                                   |           |       |           |                                                                                     |
| 3 september 2017 «onderlinge duels» 20:45 (UTC+2) | Frankrijk | 0 − 0 | Luxemburg | Stadium Municipal, Toulouse Toeschouwers: 31.177 Scheidsrechter: Aleksandar Stavrev |
| 3 september 2017 «onderlinge duels» 20:45 (UTC+2) |           |       |           | Stadium Municipal, Toulouse Toeschouwers: 31.177 Scheidsrechter: Aleksandar Stavrev |

|                                                 |           |            |           |                                                                                                |
| 7 oktober 2017 «onderlinge duels» 20:45 (UTC+2) | Bulgarije | 0 − 1      | Frankrijk | Vasil Levski Nationaal Stadion, Sofia Toeschouwers: 12.921 Scheidsrechter: Antonio Mateu Lahoz |
| 7 oktober 2017 «onderlinge duels» 20:45 (UTC+2) |           | 3' Matuidi |           | Vasil Levski Nationaal Stadion, Sofia Toeschouwers: 12.921 Scheidsrechter: Antonio Mateu Lahoz |

|                                                  |                          |       |             |                                                                                 |
| 10 oktober 2017 «onderlinge duels» 20:45 (UTC+2) | Frankrijk                | 2 − 1 | Wit-Rusland | Stade de France, Saint-Denis Toeschouwers: 74.037 Scheidsrechter: Halis Özkahya |
| 10 oktober 2017 «onderlinge duels» 20:45 (UTC+2) | Griezmann 28' Giroud 34' |       | 45' Saroka  | Stade de France, Saint-Denis Toeschouwers: 74.037 Scheidsrechter: Halis Özkahya |

### Eindstand groep A
| Pos. | Land        | GW | W | G | V | DV | DT | DS  | Ptn |
| ---- | ----------- | -- | - | - | - | -- | -- | --- | --- |
| 1    | Frankrijk   | 10 | 7 | 2 | 1 | 18 | 6  | +12 | 23  |
| 2    | Zweden      | 10 | 6 | 1 | 3 | 26 | 9  | +17 | 19  |
| 3    | Nederland   | 10 | 6 | 1 | 3 | 21 | 12 | +9  | 19  |
| 4    | Bulgarije   | 10 | 4 | 1 | 5 | 14 | 19 | –5  | 13  |
| 5    | Luxemburg   | 10 | 1 | 3 | 6 | 8  | 26 | –18 | 6   |
| 6    | Wit-Rusland | 10 | 1 | 2 | 7 | 6  | 21 | –15 | 5   |

## WK-voorbereiding

### Wedstrijden
|                                                   |                          |       |       |                                                                               |
| 10 november 2017 «onderlinge duels» 21:00 (UTC+1) | Frankrijk                | 2 – 0 | Wales | Stade de France, Saint-Denis Toeschouwers: 50.000 Scheidsrechter: Jorge Sousa |
| 10 november 2017 «onderlinge duels» 21:00 (UTC+1) | Griezmann 18' Giroud 71' |       |       | Stade de France, Saint-Denis Toeschouwers: 50.000 Scheidsrechter: Jorge Sousa |

|                                                   |                         |       |                    |                                                                               |
| 14 november 2017 «onderlinge duels» 20:45 (UTC+1) | Duitsland               | 2 – 2 | Frankrijk          | RheinEnergieStadion, Keulen Toeschouwers: 36.948 Scheidsrechter: Cüneyt Çakır |
| 14 november 2017 «onderlinge duels» 20:45 (UTC+1) | Werner 56' Stindl 90+3' |       | 33', 71' Lacazette | RheinEnergieStadion, Keulen Toeschouwers: 36.948 Scheidsrechter: Cüneyt Çakır |

|                                                |                      |       |                                           |                                                               |
| 23 maart 2018 «onderlinge duels» 21:00 (UTC+1) | Frankrijk            | 2 – 3 | Colombia                                  | Stade de France, Saint-Denis Scheidsrechter: Adrien Jaccottet |
| 23 maart 2018 «onderlinge duels» 21:00 (UTC+1) | Giroud 11' Lemar 26' |       | 28' Muriel 62' Falcao 85' (pen.) Quintero | Stade de France, Saint-Denis Scheidsrechter: Adrien Jaccottet |

|                                                |            |       |                           |                                                                        |
| 27 maart 2018 «onderlinge duels» 17:50 (UTC+2) | Rusland    | 1 – 3 | Frankrijk                 | Nieuwe Zenitstadion, Sint-Petersburg Scheidsrechter: Gediminas Mažeika |
| 27 maart 2018 «onderlinge duels» 17:50 (UTC+2) | Smolov 68' |       | 40', 83' Mbappé 49' Pogba | Nieuwe Zenitstadion, Sint-Petersburg Scheidsrechter: Gediminas Mažeika |

|                                              |                      |       |         |                                                             |
| 28 mei 2018 «onderlinge duels» 20:45 (UTC+2) | Frankrijk            | 2 – 0 | Ierland | Stade de France, Saint-Denis Scheidsrechter: Georgi Kabakov |
| 28 mei 2018 «onderlinge duels» 20:45 (UTC+2) | Giroud 40' Fekir 44' |       |         | Stade de France, Saint-Denis Scheidsrechter: Georgi Kabakov |

|                                              |                                            |       |             |                                                      |
| 1 juni 2018 «onderlinge duels» 21:00 (UTC+2) | Frankrijk                                  | 3 – 1 | Italië      | Allianz Riviera, Nice Scheidsrechter: Anthony Taylor |
| 1 juni 2018 «onderlinge duels» 21:00 (UTC+2) | Umtiti 8' Griezmann 29' (pen.) Dembélé 63' |       | 36' Bonucci | Allianz Riviera, Nice Scheidsrechter: Anthony Taylor |

|                                              |            |       |                  |                                                              |
| 9 juni 2018 «onderlinge duels» 21:00 (UTC+2) | Frankrijk  | 1 – 1 | Verenigde Staten | Parc Olympique Lyonnais, Lyon Scheidsrechter: William Collum |
| 9 juni 2018 «onderlinge duels» 21:00 (UTC+2) | Mbappé 78' |       | 44' Green        | Parc Olympique Lyonnais, Lyon Scheidsrechter: William Collum |

## Het wereldkampioenschap
Op 1 december 2017 werd er geloot voor de groepsfase van het Wereldkampioenschap voetbal 2018. Frankrijk werd samen met Denemarken, Australië en Peru ondergebracht in groep C, en kreeg daardoor Moskou, Kazan en Jekaterinenburg als speelsteden.

### Uitrustingen
Sportmerk: Nike
| Thuis | Uit | Doelman |

### Selectie en statistieken
| Nr. | Naam              | Geboortedatum | GW |   |   |   |   |   |   | Club                | Positie(s) |
| --- | ----------------- | ------------- | -- | - | - | - | - | - | - | ------------------- | ---------- |
| 1   | Hugo Lloris       | 26-12-1986    | 6  | 0 | 0 | 0 | 0 | 0 | 0 | Tottenham Hotspur   | GK         |
| 2   | Benjamin Pavard   | 28-03-1996    | 6  | 1 | 1 | 0 | 0 | 0 | 0 | VfB Stuttgart       | RB         |
| 3   | Presnel Kimpembe  | 13-08-1995    | 1  | 0 | 0 | 0 | 0 | 0 | 0 | Paris Saint-Germain | CB, LB     |
| 4   | Raphaël Varane    | 25-04-1993    | 7  | 1 | 0 | 0 | 0 | 0 | 0 | Real Madrid         | CB         |
| 5   | Samuel Umtiti     | 14-11-1993    | 6  | 1 | 0 | 0 | 0 | 0 | 0 | FC Barcelona        | CB         |
| 6   | Paul Pogba        | 15-03-1993    | 6  | 1 | 1 | 0 | 0 | 0 | 1 | Manchester United   | CM         |
| 7   | Antoine Griezmann | 21-03-1991    | 7  | 4 | 0 | 0 | 0 | 0 | 5 | Atlético Madrid     | CF, AM     |
| 8   | Thomas Lemar      | 12-11-1995    | 1  | 0 | 0 | 0 | 0 | 0 | 0 | AS Monaco           | LW         |
| 9   | Olivier Giroud    | 30-09-1986    | 7  | 0 | 1 | 0 | 0 | 1 | 2 | Chelsea FC          | CF         |
| 10  | Kylian Mbappé     | 20-12-1998    | 7  | 4 | 2 | 0 | 0 | 1 | 3 | Paris Saint-Germain | RW, CF, LW |
| 11  | Ousmane Dembélé   | 15-03-1997    | 4  | 0 | 0 | 0 | 0 | 2 | 2 | FC Barcelona        | RW, LW     |
| 12  | Corentin Tolisso  | 03-08-1994    | 5  | 0 | 1 | 0 | 0 | 3 | 2 | Bayern München      | CM, RM     |
| 13  | N'Golo Kanté      | 29-03-1991    | 7  | 0 | 2 | 0 | 0 | 0 | 1 | Chelsea FC          | DM         |
| 14  | Blaise Matuidi    | 09-04-1987    | 5  | 0 | 2 | 0 | 0 | 1 | 3 | Juventus FC         | CM         |
| 15  | Steven Nzonzi     | 15-12-1988    | 5  | 0 | 0 | 0 | 0 | 4 | 0 | Sevilla FC          | DM, CM     |
| 16  | Steve Mandanda    | 28-03-1985    | 1  | 0 | 0 | 0 | 0 | 0 | 0 | Olympique Marseille | GK         |
| 17  | Adil Rami         | 27-12-1985    | 0  | 0 | 0 | 0 | 0 | 0 | 0 | Olympique Marseille | CB         |
| 18  | Nabil Fekir       | 18-07-1993    | 6  | 0 | 0 | 0 | 0 | 6 | 0 | Olympique Lyon      | AM, CF     |
| 19  | Djibril Sidibé    | 29-07-1992    | 1  | 0 | 0 | 0 | 0 | 0 | 0 | AS Monaco           | RB         |
| 20  | Florian Thauvin   | 26-01-1993    | 1  | 0 | 0 | 0 | 0 | 1 | 0 | Olympique Marseille | RW, LW     |
| 21  | Lucas Hernández   | 27-05-1991    | 7  | 0 | 2 | 0 | 0 | 0 | 1 | Atlético Madrid     | LB         |
| 22  | Benjamin Mendy    | 22-12-1993    | 1  | 0 | 0 | 0 | 0 | 1 | 0 | Manchester City     | LB         |
| 23  | Alphonse Areola   | 27-02-1993    | 0  | 0 | 0 | 0 | 0 | 0 | 0 | Paris Saint-Germain | GK         |

### Wedstrijden

#### Groepsfase
| Nr. | Land       | GW | W | G | V | DV | DT | DS | Ptn |
| --- | ---------- | -- | - | - | - | -- | -- | -- | --- |
| 1   | Frankrijk  | 3  | 2 | 1 | 0 | 3  | 1  | +2 | 7   |
| 2   | Denemarken | 3  | 1 | 2 | 0 | 2  | 1  | +1 | 5   |
| 3   | Peru       | 3  | 1 | 0 | 2 | 2  | 2  | 0  | 3   |
| 4   | Australië  | 3  | 0 | 1 | 2 | 2  | 5  | −3 | 1   |

|                                               |                                        |                  |                    |                                                                      |
| 16 juni 2018 «onderlinge duels» 13:00 (UTC+3) | Frankrijk                              | 2 – 1            | Australië          | Kazan Arena, Kazan Toeschouwers: 41.279 Scheidsrechter: Andrés Cunha |
| 16 juni 2018 «onderlinge duels» 13:00 (UTC+3) | Griezmann 58' (pen.) Behich 81' (e.d.) | wedstrijdverslag | 62' (pen.) Jedinak | Kazan Arena, Kazan Toeschouwers: 41.279 Scheidsrechter: Andrés Cunha |

|                                               |            |                  |      |                                                                                                 |
| 21 juni 2018 «onderlinge duels» 17:00 (UTC+5) | Frankrijk  | 1 – 0            | Peru | Centraal Stadion, Jekaterinenburg Toeschouwers: 32.789 Scheidsrechter: Mohammed Abdulla Mohamed |
| 21 juni 2018 «onderlinge duels» 17:00 (UTC+5) | Mbappé 34' | wedstrijdverslag |      | Centraal Stadion, Jekaterinenburg Toeschouwers: 32.789 Scheidsrechter: Mohammed Abdulla Mohamed |

|                                               |            |       |           |                                                                                       |
| 26 juni 2018 «onderlinge duels» 17:00 (UTC+3) | Denemarken | 0 – 0 | Frankrijk | Olympisch Stadion Loezjniki, Moskou Toeschouwers: 78.011 Scheidsrechter: Sandro Ricci |
| 26 juni 2018 «onderlinge duels» 17:00 (UTC+3) |            |       |           | Olympisch Stadion Loezjniki, Moskou Toeschouwers: 78.011 Scheidsrechter: Sandro Ricci |

#### Achtste finale
|                                               |                                                 |       |                                       |                                                                         |
| 30 juni 2018 «onderlinge duels» 17:00 (UTC+3) | Frankrijk                                       | 4 – 3 | Argentinië                            | Kazan Arena, Kazan Toeschouwers: 42.873 Scheidsrechter: Alireza Faghani |
| 30 juni 2018 «onderlinge duels» 17:00 (UTC+3) | Griezmann 13' (pen.) Pavard 57' Mbappé 64', 68' |       | 41' Di María 48' Mercado 90+3' Agüero | Kazan Arena, Kazan Toeschouwers: 42.873 Scheidsrechter: Alireza Faghani |

#### Kwartfinale
|                           |         |                          |           |                                                                                             |
| 6 juli 2018 17:00 (UTC+3) | Uruguay | 0 – 2                    | Frankrijk | Stadion Nizjni Novgorod, Nizjni Novgorod Toeschouwers: 43.319 Scheidsrechter: Néstor Pitana |
| 6 juli 2018 17:00 (UTC+3) |         | 40' Varane 61' Griezmann |           | Stadion Nizjni Novgorod, Nizjni Novgorod Toeschouwers: 43.319 Scheidsrechter: Néstor Pitana |

#### Halve finale
|                                               |            |       |        |                                                                                       |
| 10 juli 2018 «onderlinge duels» 21:00 (UTC+3) | Frankrijk  | 1 – 0 | België | Stadion Krestovski, Sint-Petersburg Toeschouwers: 64.286 Scheidsrechter: Andrés Cunha |
| 10 juli 2018 «onderlinge duels» 21:00 (UTC+3) | Umtiti 51' |       |        | Stadion Krestovski, Sint-Petersburg Toeschouwers: 64.286 Scheidsrechter: Andrés Cunha |

#### Finale
|                                               |                                                                |       |                           |                                                                                        |
| 15 juli 2018 «onderlinge duels» 18:00 (UTC+3) | Frankrijk                                                      | 4 – 2 | Kroatië                   | Olympisch Stadion Loezjniki, Moskou Toeschouwers: 78.011 Scheidsrechter: Néstor Pitana |
| 15 juli 2018 «onderlinge duels» 18:00 (UTC+3) | Mandžukić 18' (e.d.) Griezmann 38' (pen.) Pogba 59' Mbappé 65' |       | 28' Perišić 69' Mandžukić | Olympisch Stadion Loezjniki, Moskou Toeschouwers: 78.011 Scheidsrechter: Néstor Pitana |

FFF · A-internationals · Selecties · Bondscoaches · Frans vrouwenelftal · Olympisch elftal · Frankrijk U21 · Frankrijk U20 · Frankrijk U19 · Frankrijk U18 · Frankrijk U17 · Frankrijk U16 · Vrouwen U17
1904 – 1919 ·
1920 – 1929 ·
1930 – 1939 ·
1940 – 1949 ·
1950 – 1959 ·
1960 – 1969 ·
1970 – 1979 ·
1980 – 1989 ·
1990 – 1999 ·
2000 – 2009 ·
2010 – 2019 ·
2020 – 2029
EK's: 1984 · 
1992 · 
1996 · 
2000 · 
2004 · 
2008 · 
2012 · 
2016 · 
2020 · 
2024
WK's: 1930 · 
1934 · 
1938 · 
1954 · 
1958 · 
1966 · 
1978 · 
1982 · 
1986 · 
1998 · 
2002 · 
2006 · 
2010 · 
2014 · 
2018 · 
2022
OS: 1900 · 
1908 · 
1920 · 
1924 · 
1948 · 
1952 · 
1960 · 
1968 · 
1976 · 
1984 · 
1996 · 
2020
1904 · 
1905 · 
1906 · 
1907 · 
1908 · 
1909 · 
1910 · 
1911 · 
1912 · 
1913 · 
1914 · 
1915 · 1916 · 1917 · 1918 · 
1919 · 
1920 · 
1921 · 
1922 · 
1923 · 
1924 · 
1925 · 
1926 · 
1927 · 
1928 · 
1929 · 
1930 · 
1931 · 
1932 · 
1933 · 
1934 · 
1935 · 
1936 · 
1937 · 
1938 · 
1939 · 
1940 · 1941  · 
1942 · 
1943 · 1944  · 
1945 · 
1946 · 
1947 · 
1948 · 
1949 · 
1950 · 
1951 · 
1952 · 
1953 · 
1954 · 
1955 · 
1956 · 
1957 · 
1958 · 
1959 ·
1960 · 
1961 · 
1962 · 
1963 · 
1964 · 
1965 · 
1966 · 
1967 · 
1968 · 
1969 ·
1970 · 
1971 · 
1972 · 
1973 · 
1974 · 
1975 · 
1976 · 
1977 · 
1978 · 
1979 ·
1980 · 
1981 · 
1982 · 
1983 · 
1984 · 
1985 · 
1986 · 
1987 · 
1988 · 
1989 · 
1990 · 
1991 · 
1992 · 
1993 · 
1994 · 
1995 · 
1996 · 
1997 · 
1998 · 
1999 · 
2000 · 
2001 · 
2002 · 
2003 · 
2004 · 
2005 · 
2006 · 
2007 · 
2008 · 
2009 · 
2010 · 
2011 · 
2012 · 
2013 · 
2014 · 
2015 · 
2016 · 
2017 · 
2018 ·
2019 ·
2020 ·
2021 ·
2022 ·
2023
Albanië ·
Algerije ·
Andorra ·
Argentinië ·
Armenië ·
Australië ·
Azerbeidzjan ·
België ·
Bolivia ·
Bosnië en Herzegovina ·
Brazilië ·
Bulgarije ·
Canada ·
Chili ·
China ·
Colombia ·
Costa Rica ·
Cyprus ·
Denemarken ·
Duitse Democratische Republiek ·
Duitsland ·
Ecuador ·
Egypte ·
Engeland ·
Estland ·
Faeröer ·
Finland ·
Georgië ·
Gibraltar ·
Griekenland ·
Honduras ·
Hongarije ·
Ierland ·
IJsland ·
Iran ·
Israël ·
Italië ·
Ivoorkust ·
Jamaica ·
Japan ·
Joegoslavië ·
Kameroen ·
Kazachstan ·
Koeweit ·
Kroatië ·
Letland ·
Litouwen ·
Luxemburg ·
Malta ·
Marokko ·
Mexico ·
Moldavië ·
Nederland ·
Nieuw-Zeeland ·
Nigeria ·
Noord-Ierland ·
Noorwegen ·
Oekraïne ·
Oostenrijk ·
Paraguay ·
Peru · 
Polen ·
Portugal ·
Roemenië ·
Rusland ·
Saoedi-Arabië ·
Schotland ·
Senegal ·
Servië ·
Slovenië ·
Slowakije ·
Sovjet-Unie ·
Spanje ·
Togo ·
Tsjechië ·
Tsjecho-Slowakije ·
Tunesië ·
Turkije ·
Uruguay ·
Verenigde Staten ·
Wales ·
Wit-Rusland ·
Zuid-Afrika ·
Zuid-Korea ·
Zweden ·
Zwitserland
Albanië (2016) ·
Argentinië (2018) ·
Argentinië (2022) ·
Australië (2018) · 
België (1904) · 
België (2018) · 
Brazilië (1998) · 
Brazilië (2006) · 
Denemarken (2002) · 
Denemarken (2018) ·
Duitsland (2014) · 
Duitsland (2021) · 
Ecuador (2014) · 
Engeland (1982) · 
Engeland (2012) · 
Engeland (2022) ·
Honduras (2014) · 
Hongarije (2021) · 
Italië (2000) · 
Italië (2006) · 
Italië (2008) · 
Japan (2001) · 
Kameroen (2003) · 
Koeweit (1982) · 
Kroatië (2018) · 
Marokko (2022) ·
Mexico (2010) · 
Nederland (2008) · 
Nigeria (2014) ·
Noord-Ierland (1982) · 
Oekraïne (2012) · 
Oostenrijk (1982) · 
Peru (2018) · 
Polen (1982) · 
Polen (2022) ·
Portugal (2006) · 
Portugal (2016) ·
Portugal (2021) ·
Roemenië (2008) ·
Roemenië (2016) ·
Senegal (2002) · 
Spanje (1984) ·
Spanje (2006) ·
Spanje (2012) ·
Spanje (2021) ·
Togo (2006) ·
Tsjecho-Slowakije (1982) ·
Uruguay (2002) ·
Uruguay (2010) ·
Uruguay (2018) ·
Zuid-Afrika (2010) ·
Zuid-Korea (2006) ·
Zweden (2012) ·
Zwitserland (2006) ·
Zwitserland (2014) ·
Zwitserland (2016) ·
Zwitserland (2021)